# UCI Coupe des Nations Juniors 2020
L'UCI Coupe des Nations Juniors 2020 est la treizième édition de l'UCI Coupe des Nations Juniors. Elle est réservée aux cyclistes de sélections nationales de moins de 19 ans (U19). Elle est organisée par l'Union cycliste internationale. 
Plusieurs manches sont annulées en raison de la pandémie de Covid-19, et seule la Visegrad 4 Juniors est maintenue du 26 au 28 août en Hongrie.

## Résultats

### Épreuves
| Date       | Épreuve                                          | Pays    | Vainqueur            | Deuxième      | Troisième      | Leader (nations) |
| ---------- | ------------------------------------------------ | ------- | -------------------- | ------------- | -------------- | ---------------- |
| 24 août    | Championnat d'Europe du contre-la-montre juniors | France  | Mathias Vacek        | Marco Brenner | Lorenzo Milesi | Tchéquie         |
| 26-28 août | Visegrad 4 Juniors                               | Hongrie | Tobias Lund Andresen | Luca Dreßler  | Gustav Wang    | Danemark         |
| 28 août    | Championnat d'Europe sur route juniors           | France  | Kasper Andersen      | Pavel Bittner | Arnaud De Lie  | Danemark         |

### Classement par nations
| #  | Pays      | Pts. |
| -- | --------- | ---- |
| 1  | Danemark  | 40   |
| 2  | Allemagne | 38   |
| 3  | Tchéquie  | 25   |
| 4  | Italie    | 21   |
| 5  | Slovénie  | 11   |
| 6  | Autriche  | 13   |
| 7  | Suisse    | 10   |
| 8  | Belgique  | 06   |
| 9  | Espagne   | 06   |
| 10 | Croatie   | 05   |